# アイシェリング

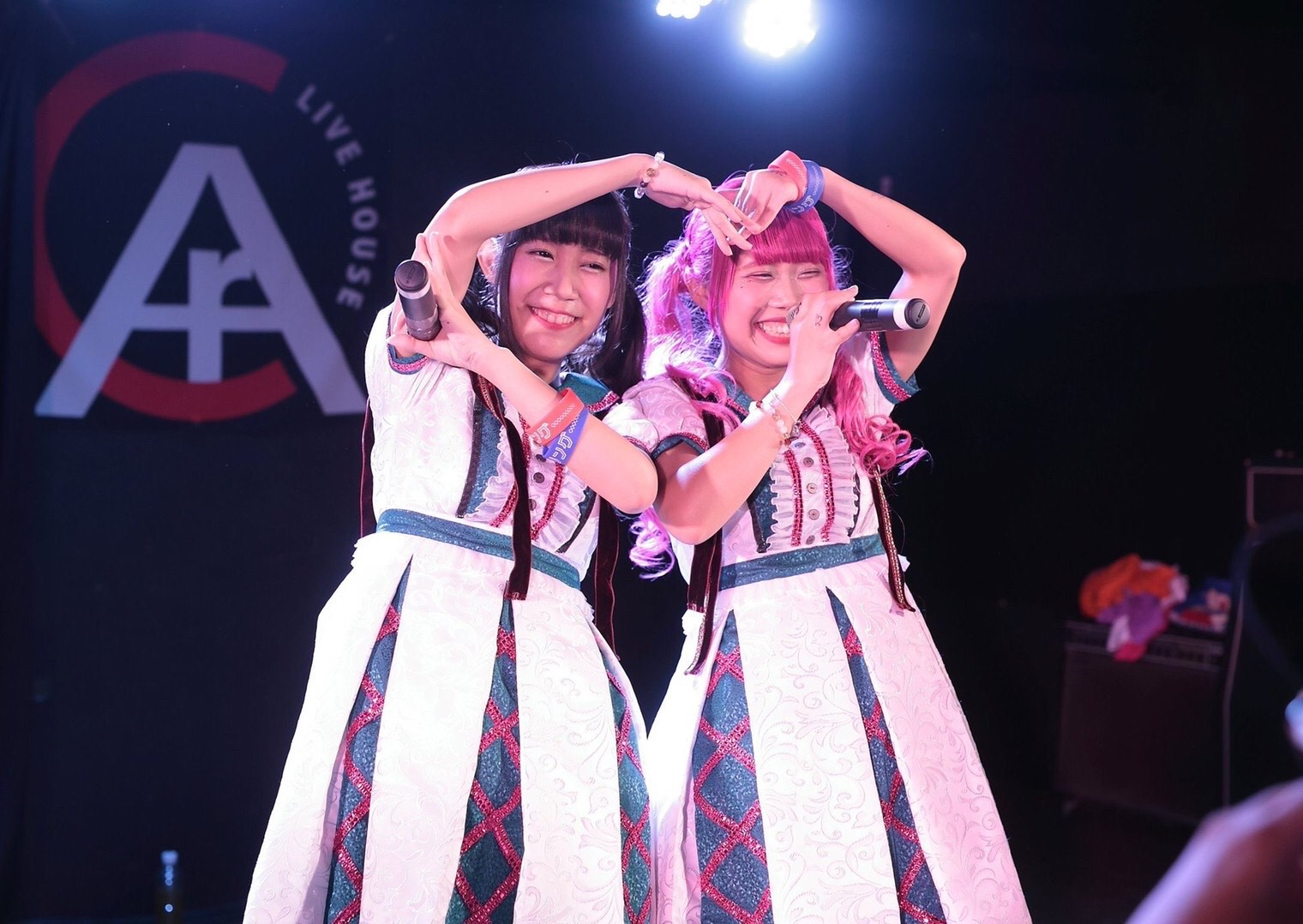
アイシェリング （ライブステージにて）

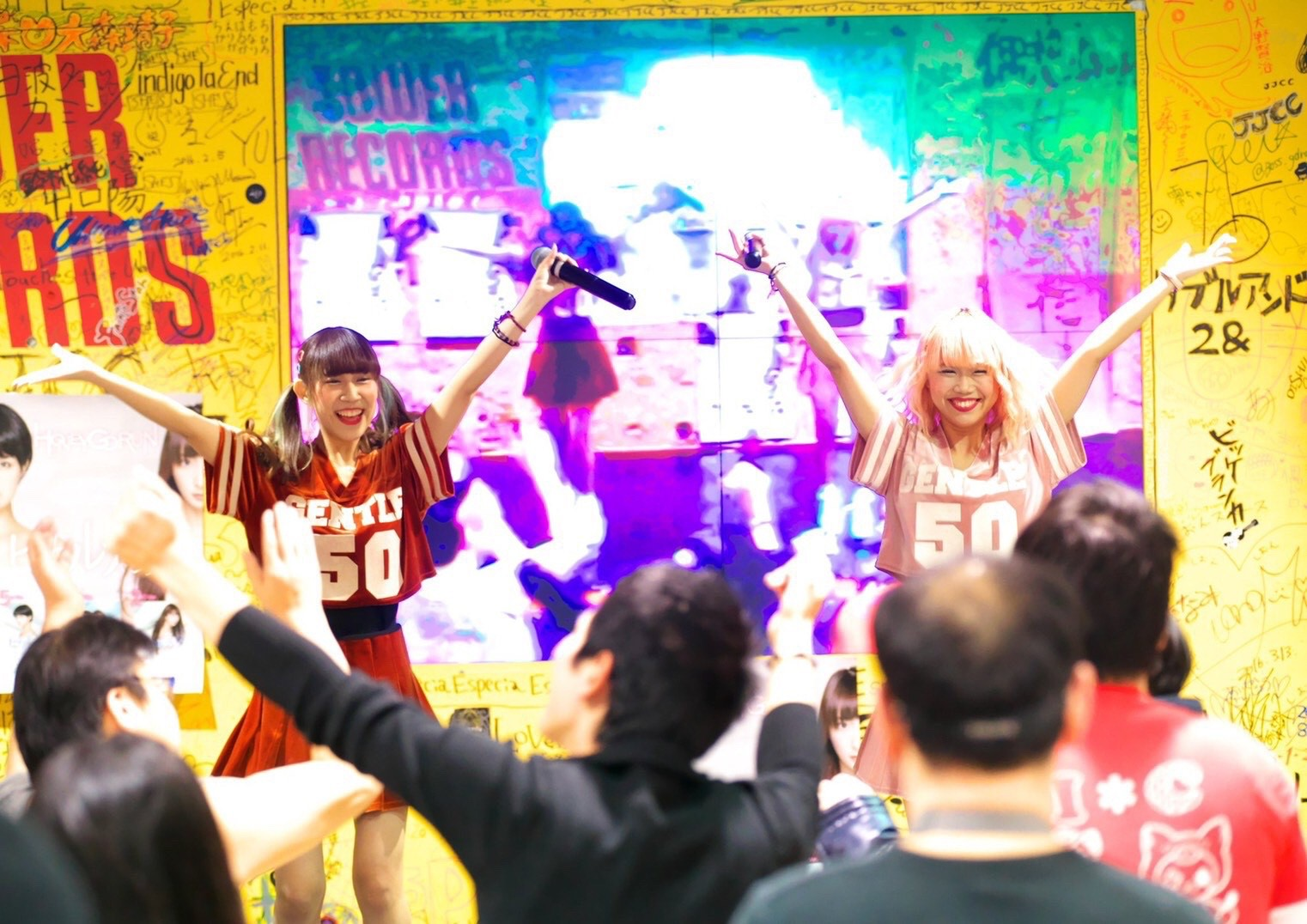
アイシェリング （イベントステージにて）

アイシェリング（あいしぇりんぐ）は、2014年6月1日に結成された日本の女性アイドルグループ。関西を中心にリアル姉妹で活動し、年間300本以上のライブを行ったことからライブモンスターと呼ばれた。2022年4月30日に解散。事務所はバッシュエンタテインメント。大阪府出身。
いじられキャラは愛されキャラ、ピンクの髪形がトレードマークの姉「神野あやか」、大人っぽく清楚なルックスを持っているが時々おバカな笑いも放り込むという妹「神野あみ」の二人からなる。プロデューサーは常沢拓慕。

## 概要
2014年6月、姉妹ユニットとして結成。2015年7月にファーストアルバム『コマンドアイ』を発売。
2016年4月リリースのシングル『リングにかけましょう/トキヲカケマショウ』がオリコンウィークリー187位、7月リリースの『真夏のライトニン！』はTSUTAYA全国ランキング7/20付デイリーで16位に、ランクインする。
2019年3月にユニバーサルよりベストアルバムがリリース。収録された14曲が、全部アップテンポで楽しい楽曲と評判。ライブパフォーマンスへの評価も高く、年間で300本以上のライブを行い、「ライブモンスター」と呼ばれている。
2020年6月、大阪京橋のライブハウス「Arc」のために寄付金を募るため通算40曲目となる新曲『ライブハウスは愛』をリリース。年間約300本以上のライブをこなし、京橋Arc、あべのロックタウン、名古屋CLUB SARU、梅田AKASO、心斎橋BIGCAT、神戸VARIT.、滋賀石山ユーストンなどワンマンライブを成功させる実力派ユニット。
2020年10月、9thシングル「ライブハウスは愛」が、10月28日付の「週間 USEN HIT J-POP」ランキング第20位、11月25日付「週間 USEN HIT インディーズ」ランキング第3位にランクイン。
2022年2月9日、4月30日の梅田CLUB QUATTROでのファイナルワンマンライブをもって解散を発表。

## 略歴

### 2014年
- 6月1日　結成[6]
- 6月1日　1stシングル「リバーランズ」リリース[6]
- 6月13日　名古屋初遠征[6]
- 7月1日　2ndシングル「美人姉妹☆東京」リリース[6]
- 8月1日　3rdシングル「てのひら返し」リリース[6]
- 9月1日　4thシングル「マイシリーズ」リリース[6]
- 10月1日　5thシングル「よかった探し」リリース[6]
- 11月1日　6thシングル「地下室から愛をこめて」リリース[6]

### 2015年
- 3月22日　ラジオ大阪にて初ラジオに出演[7] [6]
- 6月1日　ミニアルバム「MAIDO TRACKS 」リリース[6]
- 7月6日　1stアルバム「コマンドアイ」リリース　※全国流通[6]
- 7月18日　1stワンマン開催（京橋Arc）[6]

### 2016年
- 1月11日　2ndワンマン開催（あべのRock town）[6]
- 2月13日　福岡県LinQの主催イベントにO.A.として出演（イオン甲子園ホール）[6]
- 4月20日　7thシングル「リングにかけましょう」リリース　※全国流通[6]
- 7月20日　8thシングル「真夏のライトニン！」リリース　※全国流通[6]
- 7月　名古屋の放送局にて初の地上波番組に出演[6]
- 8月11日　3rdワンマン開催（名古屋clubSARU）[6]
- 8月17日　4thワンマン開催（大阪AKASO）[6]

### 2017年
- 4月5日　5thワンマン開催（心斎橋BIGCAT）[6]
- 4月5日　バラードアルバム「ココロノモザイク」リリース　※全国流通[6]
- 8月8日　ミニアルバム「モチベ上昇中」リリース[6]
- 9月5日　6thワンマン開催（神戸VARIT.）[6]
- 9月10日　7thワンマン開催（石山U☆STONE）[6]

### 2018年
- 2月14日　Kawaiian TV出演（吉本興業制作）[6]
- 3月15日　8thワンマン開催（OSAKA RUIDO）[6]
- 5月26日　チャオ ベッラ チンクエッティと共演（江坂ミューズ）[6]
- 6月18日　2018年上半期アイドルセレクト10に初選出[8]
- 12月25日　メジャー発表[6]

### 2019年
- 3月27日　メジャーデビュー「EMONO YEARS」　※リリースツアー開始[6]
- 7月17日　9thワンマン開催（梅田CLUB QUATTRO）[6]
- 7月　ミニアルバム「PRISM」発売[6]
- 11月　ミニアルバム「lettracks」発売[6]
- 10月8日　10thワンマン開催（心斎橋AtlantiQs）[6]
- 11月11日　11thワンマン開催（梅田CLUB QUATTRO）[6]

### 2020年
- 2月16日　12thワンマン開催（高松MONSTER）　※ワンマンツアー開始[6]
- 3月14日　13thワンマン開催（広島YISE）[6]
- 4月5日　14thワンマン開催（名古屋DAYTRIP）[6]
- 4月11日～　コロナ自粛のため5/6東京、6/1大阪ファイナル公演延期[6]
- 5月25日　通算1800回目のライブ公演を祝った[6]
- 6月　大阪京橋のライブハウス「Arc」のために寄付金を募るため「ライブハウスは愛」をリリース[6]
- 10月14日　9thシングル「ライブハウスは愛」がリリース ≪全国流通≫[6][9]。「USEN HIT J-POPランキング」ウィークリー第20位、「USEN HIT インディーズ」ウィークリー第3位ランクイン[4]
- 12月22日　2020年下半期アイドルセレクト10に選出[10]

## メンバー

### 神野 あやか（かんの あやか）
- 姉[11]
- 赤担当[11]
- 8月9日生。身長153cm[11]
- 最終学歴はOSM 大阪スクールオブミュージック専門学校・俳優タレント科卒業[11]
- 愛称「てちょ」。由来は尊敬するモデル・鈴木あやの愛称「あやてち」から来ている[11]。
- 自己紹介のフレーズは「いじられキャラは愛されキャラ、てちょこと、姉・神野（かんの）あやかです」[11][3]。
- ピンクの頭がトレードマーク[11]。
- 必ず妹と間違えられる人懐っこいいじられキャラ。行動力、人間力で周りの人々を圧倒させるただならぬ凄みを持っている[1]。
- 好きな言葉は「笑う門に福来る」[1]
- よく食べる丸顔ピンク頭。ピンクの髪の毛は2016年10月から。大好きな映画「チャイルド・プレイ」のチャッキーをマネてコスプレして気にいったため[1]。
- 口癖は「おなかすいた」、特技は「自撮り」[1]
- 好きなものは。ライブ、福袋、洋画ホラー、ヴィヴィアン・ウエストウッド、炭酸、フルーツサンド、CASPER、Chucky、SNOOPY、赤界隈と愛犬と妹[1]
- 小学1年から3年までピアノを習っていた。小学校4年から始めたミュージカルに没頭、中学1年まで続けた。倖田來未を見てステージに立ちたいなと思った[1]。
- 学生時代は正義感の強く、許せないことがあれば職員室に向かう少女だった。モットウは「自分は自分」、人のまねをするのが嫌いだった[1]。
- 高校時代がゴリゴリのギャルだった。つけまつげ2枚重ね、14.2mmのカラコンは命だった。アイシェリングの曲「14.2mm」は、てちょのギャル時代から由来している[1]。

### 神野 あみ（かんの あみ）
- 妹[11]
- ピンク頭じゃない方[11]
- 2月11日生。身長156cm[11]
- 最終学歴は大阪スクールオブミュージック高等専修学校・ソロボーカル科卒業[11]
- 愛称「ぷる」。由来は大好きなAAA（トリプルエー）から来ている[11]。
- 自己紹介は「いっぱい いじるけど お姉ちゃん大好き、ぷること、妹・神野（かんの）あみです」[11]。
- ちょっと寂しがり屋なしっかりもの、お姉ちゃんが大好きすぎる妹。姉と比べて大人っぽく清楚と思われがちだが、実はおバカなところが多い[11][3]。
- 見た目の大人っぽさと、（やや）塩対応なキャラが特徴[1]
- アイシェリングの衣装デザインを担当する[1]。
- 愛犬と、歌い手のりぶさんが好き過ぎる[1]。
- 好きな言葉は「The sky is the limit（限界はない！可能性は無限大）」[1]
- 姉に付いていったことをキッカケにミュージカルを始める。初めて人に観られる楽しさを知る。その後、ボーカロイドにハマり、ゲーム、アニメ、声優、漫画 等、サブカルに造詣が深くなる[1]。
- チャームポイントはおバカキャラ[1]。
- 小学校に入るまで見た目が男の子っぽかった。姉は妹がいることを隠していた[1]。
- 極度の寂しがり屋で、いつも姉と一緒にいる。遠征は１人部屋はもちろんのこと、ツインベットはNG、お風呂１人NG。「お姉ちゃんが先に死んだら、わたし死にます」と公言する[1]。
- 中学校2年から不登校。中学を卒業するまで成績は「評価できません」だった。引きこもり中にニコニコ動画の歌ってみた動画【りぶ】に助けられ、音楽に興味を持ち始めた。ちなみに針表示の時計、九九、地図の読み方が分からないので姉を頼っている[1]。

## エピソード
- デビュー当時のユニット名は「I＊Cielring」という表記。メジャーデビューするとき「＊」が使用できないことから、2019年3月から読み方は同じまま「アイシェリング」の表記に変更した[12]。
- ファンのことを「カミツカ☆」を呼ぶ[12]。
- 姉のあやかは一度会社員経験を持つ。専門学校を卒業後、母が勤める保険会社に正社員として入社。営業マンを経験。妹のあみが高校を卒業すると同時にユニットを結成。音楽活動に専念するため退社した[12]。
- 姉のあやかは高校時代、王道のギャルだった。SNSで公開したこともある。当時はつけまつげ2枚重ね、14.2mmのカラコンは命だった[12]。
- デビュー前に数か月、「てちょっぷる*s」というユニット名で活動していた[12]。
- 姉妹の実母「神野みゆき」は2人のSNSに度々登場する。インタビュー記事で2人の子育てを振り返り、100点満点中120点満点だった、頭ごなしに指導せず好きなことを率先してさせたと話す[12]。

## 楽曲

### シングル
- リバーランズ　T2DP-5501

【収録曲】リバーランズ
- てのひら返し　T2DP-5502

【収録曲】てのひら返し
- マイシリーズ  T2DP-5503

【収録曲】マイシリーズ
- よかった探し　T2DP-5504

【収録曲】よかった探し
- 地下室から愛をこめて　T2DP-5505

【収録曲】地下室から愛を込めて
- リングにかけましょう　T2DA-5512

【収録曲】リングにかけましょう / トキヲカケマショウ
- 真夏のライトニン　T2DA-5513

【収録曲】真夏のライトニン！ / 世界に感謝MAX
- ライブハウスは愛　T2DA-5515

【収録曲】ライブハウスは愛 / 14.2mm / 棺の底は濡れている

### アルバム
- コマンドアイ　T2DA-5511

【収録曲】一期百離 / 美人姉妹☆東京 / てのひら返し / 地下室から愛を込めて / よかった探し / マイシリーズ / リバーランズ / innocent愛 / elevator?escalator?
- MAIDO TRUCKS　 T2DP-5506

【収録曲】需要アリマスカ / レモンパイ / 蛍光ペン
- ココロノモザイク ballade collection#1~春　T2DA-5514

【収録曲】永遠希望 / 君の声 / こんな晴れた日は / パラレル / ふたつ星 / 一期百離 / uplink / innocent愛 / 咲きて散るらむ / この場所で会いましょう
- モチベ上昇中　T2DA-5522

【収録曲】モチベ上昇中 / クラスメイトファンタジィ / 天使と私のちいさな約束 / <OneManLive 限定 Bonus Truck> / モチベ上昇中(Short Short A Cappella ver.)
- demo CD-R including 3 new song(lettracks)

【収録曲】ゴブリンズ / Candy Splay / LOVE VISTA
- demo CD-R including 5 new song(PRISM)

【収録曲】交響曲第十二番「告白」 / 私の優しい歌 / 夏風邪 / せいいっぱい / 14.2mm
- EMONO YEARS Remix&Best Album  PROT-1243  【メジャーレーベル】

※ レーベル： UNIVERSAL MUSIC、 ユニバーサル ミュージック合同会社
【収録曲】モチベ上昇中 / 真夏のライトニン！ / トキヲカケマショウ / 蛍光ペン / 永遠希望 / innocent愛 / クラスメイトファンタジィ / マイシリーズ / 天使と私のちいさな約束 / リングにかけましょう / 美人姉妹☆東京 / リバーランズ / 世界に感謝MAX / てのひら返し

### コンピCD
- 魂PILATION2（「美人姉妹☆東京」収録）　CBNK0002

## DVD
- POP'N ROLL SHOW♡on DVD vol.1（「リバーランズ」収録）　POP-0001

【レーベル】PUBLIC MUSIC WORKS
- POP'N ROLL SHOW 2016♡on DVD!!（「リングにかけましょう」収録）

【レーベル】インディペンデントループス

## ミュージックビデオ
| タイトル             | 発表年月日    | 備考                                                                                    |
| -------------------- | ------------- | --------------------------------------------------------------------------------------- |
| 美人姉妹☆東京        | 2015年8月27日 | 1stアルバム「コマンドアイ」内の収録曲                                                   |
| リバーランズ         | 2017年9月20日 | 1stシングル表題曲                                                                       |
| リングにかけましょう | 2017年9月20日 | 5thシングル表題曲 初のオリコンウィークリーチャート入りシングル                          |
| 真夏のライトニン！   | 2017年9月20日 | 6thシングル表題曲 初の水着で撮影されたMV。CDは全国TSUTAYAのデイリーチャートで16位を記録 |
| innocent愛           | 2019年6月19日 | 1stメジャーレーベルアルバム「EMONO YEARS」内の収録曲                                    |
| ライブハウスは愛     | 2020年6月24日 | 有線チャートウィークリー総合20位、インディーズ3位を記録                                 |